# Бизи, Стефано
Стефано Бизи (итал. Stefano Bisi), (Сиена, род. 15 октября 1957 года) — итальянский журналист и писатель, с 6 апреля 2014 года великий мастер Великого востока Италии.

## Биография
Начинал свою карьеру в журналистике в 1978 году, участвуя в подготовке к изданию ежемесячного журнала «Gazzetta di Siena», отделения Итальянской социалистической партии в Сиене. Он принимал участие в работе нескольких местных телевизионных станций, таких как «Antenna Radio Esse» и «Tvs-televideosiena».
После того, как в 1986 году издательство «Corriere dell’Umbria» начало расширение и основало новую газету «Corriere di Siena», он присоединился к редакции новой газеты и стал её главным редактором. После кризиса издателя, с последующим закрытием газеты, он работал в RAI. С 2009 года он является заместителем директора «Il Corriere di Siena», повторно основанную, как кооператив.

## Награды
- Офицер ордена «За заслуги перед Итальянской Республикой» (27 декабря 2010 года)[2].
- Кавалер ордена «За заслуги перед Итальянской Республикой» (27 декабря 2000 года)[2].

## В масонстве
Он был посвящён в Сиене в 1982 году в ложу «Montaperti». 5 апреля 2014 года он сменил Густаво Раффи на посту великого мастера Великого востока Италии, старейшего послушания итальянского масонства. На выборах великого мастера он получил 5315 голосов.

## Публикации
- Stefano Bisi, Mitra e compasso: storia dei rapporti tra Massoneria e Chiesa da Clemente XII a Benedetto XVI, Siena, Protagon, 2006, ISBN 978-88-8024-175-1.
- Stefano Bisi, Stradario massonico di Siena, Siena, Primamedia, 2009, ISBN 978-88-903092-6-7.
- Stefano Bisi, Ivan Mosca. L’uomo, l’artista, l’iniziato, Milano, Mimesis, 2015, ISBN 978-88-575324-6-2.